# Вереси (заказник)
Вереси — ботанічний заказник місцевого значення. Об'єкт розташований на території Олевського району Житомирської області, ДП «Олевське ЛГ», Кам'янське лісництво, кв. 41, 43, 44.
Площа — 335 га, статус отриманий у 2001 році.